# Мордвини
Мордвини или Мордовци, или народ Мордва (рус. мордвины или мордовцы, или народ мордва), су угро-фински народ, који претежно живи у Русији, односно у Републици Мордовији, у којој чини 40% становништва, и у којој представља други народ по бројности, после Руса (53,4%). Мордвини су већином православне вероисповести, а говоре два посебна дијалекта мордовског језика – ерзјански (Ерзјани) и мокшански (Мокшани), који спадају у угро-финску групу уралске породице језика. Писмо је адаптирана руска ћирилица.
Мордвина у Русији укупно има 744.237 (2010. год.).

## Етимологија
Првобитно име Мордва и Мордвини, јавља се са монголском инвазијом почетком 11. века. Претпоставља се да реч Мордва потиче од иранске (скитске) речи мирде, што значи „човек, муж, супруг“. Слично значење има и име суседног народа Маријаца (Мари).